# Кравцов, Максим Игоревич
Максим Игоревич Кравцов (бел. Максім Ігаравіч Краўцоў; род. 20 июня 2002, Гродно) — белорусский футболист, нападающий гродненского «Немана».

## Карьера

### «Неман» Гродно

#### Начало карьеры
Воспитанник гродненского «Немана». В 2020 году футболист стал выступать за дублирующий состав клуба. В начале сезона 2021 года стал привлекаться к играм с основной командой. Дебютировал за клуб 7 мая 2021 года в матче против «Сморгони». В своём дебютном сезоне за клуб провёл 12 матчей во всех турнирах, где преимущественно оставался игроком скамейки запасных. Результативными действиями игрок не отличился.

#### Аренда в «Сморгонь»
В феврале 2022 года появилась информация, что футболист отправиться выступать в «Сморгонь» на правах аренды. Вскоре футболист был официально арендован на сезон. Дебютировал за клуб 10 апреля 2022 года в матче против клуба «Слоним-2017», отличившись дебютной результативной передачей. Свой дебютный гол за клуб забил 15 апреля 2022 года против гомельского «Локомотива». Футболист с самого начала сезона закрепился в основной команде, став ключевым нападающим. По итогу сезона футболист стал серебряным призёром Первой лиги. Сам же игрок за клуб отличился 8 забитыми голами и 3 результативными передачами, став лучшим бомбардиром клуба. По окончании срока арендного соглашения покинул клуб.

#### Сезон 2023
Новый сезон начал 5 марта 2023 года в матче Кубка Беларуси против «Витебска». В ответном четвертьфинальном матче 12 марта 2023 года победил витебский клуб и вышел в полуфинал Кубка Беларуси. Первый матч в рамках Высшей лиги сыграл 15 марта 2023 года против «Энергетика-БГУ», выйдя на замену на 72 минуте. По итогу полуфинальных матчей Кубка Беларуси проиграл борисовскому БАТЭ и выбыл из розыгрыша турнира. Первый гол в сезоне забил 14 мая 2023 года в матче против «Сморгони». В июле 2023 года футболист вместе с клубом отправился на квалификационные матчи Лиги конференций УЕФА. Первый матч в рамках еврокубкового турнира сыграл 13 июля 2023 года против лихтенштейнского клуба «Вадуц». Во втором квалификационном раунде по итогу матчей одержал победу над мальтийским клубом «Бальцан» и вышел в следующий этап. В рамках третьего квалификационного раунда футболист вместе с клубом уступил словенскому клубу «Целе» и закончил своё выступление в рамках  еврокубкового турнира. По итогу сезона футболист стал серебряным призёром чемпионата.

#### Сезон 2024
В январе 2024 года футболист продлил контракт с гродненским клубом до конца 2026 года. Новый сезон за клуб футболист начал 3 марта 2024 года с четвертьфинального матча Кубка Беларуси против «Минска», отличившись также первым в сезоне забитым голом. Первый матч в чемпионате футболист сыграл 16 марта 2024 года против новополоцкого «Нафтана», выйдя на замену на 76 минуте.

## Международная карьера
В ноябре 2023 года футболист получил вызов в молодёжную сборную Беларуси. Дебютировал за сборную 15 ноября 2023 года в товарищеском матче против сборной России. Затем в ноябре 2023 года вместе со сборной отправился на квалификационные матчи молодёжного чемпионата Европы.

## Достижения
«Неман» Гродно
- Обладатель Кубка Беларуси (2): 2023/24, 2024/25